# チャンビー

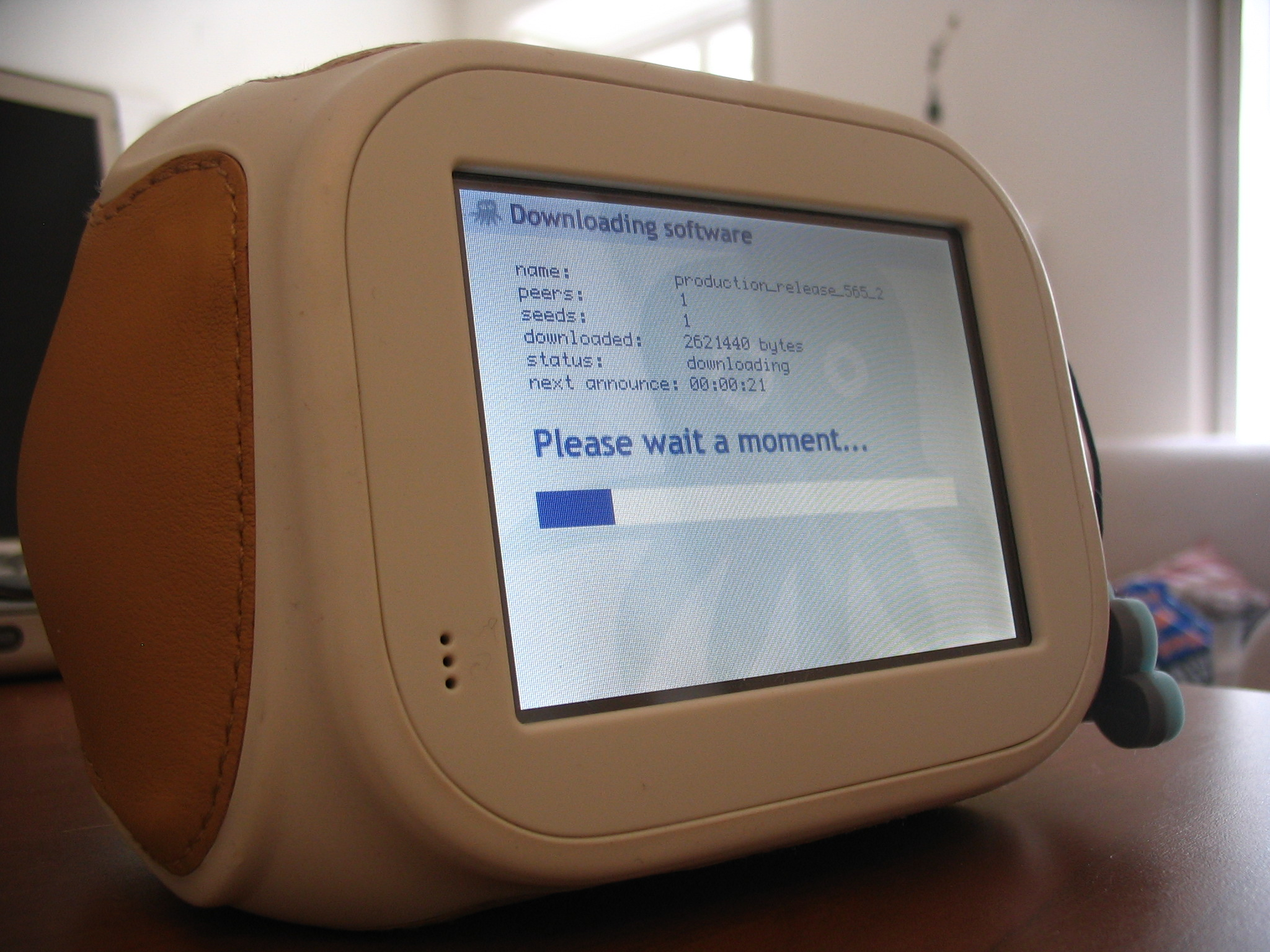
ソフトウェアをダウンロードしているチャンビー

チャンビー（Chumby）は、米国カリフォルニア・サンディエゴに本社を持つ、チャンビー・インダストリーズ・インク（Chumby Industries, Inc.）により開発されたLinuxベースのガジェットである。Wi-Fi接続により、インターネットおよびLANにアクセスができる。180ドルで4つの色がある。日本国内では、株式会社ジークスが総代理店として販売していた。
チャンビーは2006年8月25日のフー・キャンプというハッカーのイベントでフレミア公開された。
米国では2008年2月25日、日本では2008年10月23日から発売されていた。
発売当初はそのユニークな外見とオープンな仕様で注目を浴び、インシグニアやソニーなどへのライセンスも実施されたが、本格的な普及を見ることはなく、汎用タブレットの普及に食われる形で市場から忘れられ、一時はPCやタブレットにもソフトウェアを移植する道も探ったが、チャンビー自身は2011年にハードウェアの販売を終了し、ライセンスを受けた他社も次々と撤退し、2011年12月をもってチャンビーは営業を終了し、全従業員を解雇した。
2012年4月にはチャンビーのウェブサイトが更新されなくなり、2012年9月ごろにはチャンビーが起動してもサービスサーバに接続できなくなった。チャンビーはゲームの途中結果などのローカルなデータしか内部に記憶せず、コンテンツは毎回サービスサーバからダウンロードするので、サービスサーバの停止により世界中のチャンビーが使えなくなった。
2013年9月現在、有志の元従業員がチャンビーの残り資産を購入して私的なサポートを提供しているが、資金不足のためサービスは時計ひとつだけの最小限のものとなっている。ウエブサイトのフォーラムはまだ生きている。